# مرحله دهانی

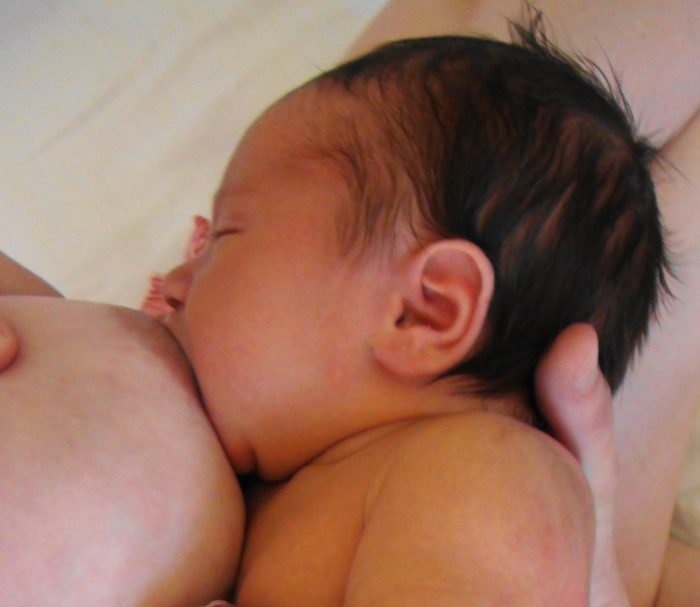
این تصویر یک وضعیت مطلوب در شیردهی را نشان می‌دهد که در آن چانه نوزاد با سینه تماس کامل دارد، بینی اندکی از سینه فاصله دارد، و بخش اعظم بافت سینه در ناحیه دهانی و فک تحتانی نوزاد قرار گرفته است.

مرحلهٔ دهانی یا روان‌نَژَندی دهانی یکی از عارضه‌های روانشناختی است.
افراد مبتلا به این عارضه همواره به دنبال انجام اعمالی هستند که به تحریک دهان‌شان مرتبط است مانند گاز گرفتن، پستانک خوردن، مکیدن چوب سیگار و غیره. این عارضه نخستین بار توسط زیگموند فروید توضیح داده شد.
نوزادان به‌طور طبیعی در مرحله‌ای به نام «مرحله دهانی» به اکتشاف جهان از راه تماس با دهان می‌پردازند و تمایل به لمس همه چیز با دهان دارند. در برخی افراد این اشتها همچنان در سنین بالاتر هم بجا می‌ماند و ایشان را دچار عارضه روان‌نژندی دهانی می‌سازد.